# Franz Romeikat
Franz Romeikat (ur. 7 października 1904 w Iwenbergu (wówczas Prusy Wschodnie), zm. ?) – zbrodniarz hitlerowski, członek załogi obozu koncentracyjnego Auschwitz-Birkenau i SS-Unterscharführer.
Z zawodu był zegarmistrzem. Od 6 marca 1933 należał do NSDAP i SS. W listopadzie 1940 Romekait został powołany do Waffen-SS i następnie, w lutym 1941, skierowany do obozu oświęcimskiego. Początkowo pełnił służbę w magazynie odzieżowym, a od listopada 1942 do października 1944 w wydziale administracji obozowej, zajmującym się mieniem więźniów. W sposób brutalny odnosił się do więźniów, nieraz ich bijąc. Brał również gorliwy udział w grabieniu mienia pomordowanych w komorach gazowych Brzezinki Żydów.
Franz Romeikat został po zakończeniu wojny osądzony podczas pierwszego procesu oświęcimskiego przez Najwyższy Trybunał Narodowy w Krakowie i skazany 22 grudnia 1947 na 15 lat pozbawienia wolności. Więzienie opuścił na mocy amnestii w latach pięćdziesiątych.